# 25158 Berman
25158 Berman è un asteroide della fascia principale. Scoperto nel 1998, presenta un'orbita caratterizzata da un semiasse maggiore pari a 2,4187788 UA e da un'eccentricità di 0,2152926, inclinata di 1,55105° rispetto all'eclittica.